# Sparna platyptera
Sparna platyptera är en skalbaggsart som beskrevs av Bates 1881. Sparna platyptera ingår i släktet Sparna och familjen långhorningar. Inga underarter finns listade i Catalogue of Life.